# Singapur en los Juegos Olímpicos de Melbourne 1956
Singapur estuvo representado en los Juegos Olímpicos de Melbourne 1956 por un total de 49 deportistas, 47 hombres y 2 mujeres, que compitieron en 6 deportes.
El portador de la bandera en la ceremonia de apertura fue el jugador de waterpolo Lionel Chee. El equipo olímpico singapurense no obtuvo ninguna medalla en estos Juegos.